# 蕭秀玲
蕭秀玲為台灣女性配音員。

## 人物介紹
- 紅棒製作配音訓練班結業，2011年出道。
- 2011年，與紅棒製作團隊蘇振威、鄭可欣、巫玉羚接受中廣新聞網專訪。[1][2][3]
- 2016年，與紅棒製作團隊蘇振威、鄭可欣、巫玉羚、莊汶錡接受GAME LIFE遊戲攻略情報網專訪。[4]

## 配音作品
- 主要角色名稱以粗體顯示。
- 以下皆為國語配音。

### 台灣遊戲
- 《姬甲少女》

### 日本遊戲
- 《閃躍吧！星夢☆頻道》真中菈菈(僅限第一季和寶石三彈)、專屬角色小惡魔的聲音、紫藤玫兒、金森瑪莉亞、閃亮啾(星夢彩蛋起)

### 香港電影
- 《勝者為王(古惑仔六)》（2015新配音版）
- 《那夜凌晨我坐上了從旺角開往大埔的紅VAN》：周怡、Lavina

### 中國大陸遊戲
- 《錘子三國》

### 中國大陸電影
- 《驚天大逆轉》：雷璐

### 日本動畫劇集
| 播映年份 | 作品名稱                   | 配演角色                      | 首播平台   | 備註 |
| -------- | -------------------------- | ----------------------------- | ---------- | ---- |
| 2011     | 星光少女 極光之夢          | 春音宇琉 春音繪琉             | 東森幼幼台 |      |
| 2014     | 星光少女 群星閃耀          | 真中菈菈                      | 東森幼幼台 |      |
| 2015     | 星光樂園                   | 真中菈菈                      | 東森幼幼台 |      |
| 2015     | 新網球王子 OVA vs Genius10 | 菊丸英二 三久谷亞久登（幼年） | 東森電影台 |      |

- 《鐵道小英雄》：安妮
- 《草原上的小天使精華篇》：米奇、莎莉
- 《影子籃球員》：水戶部凜之助的妹妹
- 《苦兒流浪記精華篇》
- 《七海小英雄精華篇》：奈奈美
- 《牧場上的小乖乖精華篇》：卡特莉
- 《小婦人精華篇》：艾咪'
- 《可愛的露西精華篇》：凱特、克拉拉
- 《新魯賓遜漂流記》：安娜魯賓遜
- 《超元氣三姊妹》：吉岡有希、千葉雄大
- 《新小婦人》：羅伯
- 《星夢頻道》：紫藤玫兒、金森瑪莉亞

### 日本動畫電影
| 播映年份 | 作品名稱            | 配演角色 | 首播平台   | 備註 |
| -------- | ------------------- | -------- | ---------- | ---- |
| 2019     | 《七龍珠超 布羅利》 | 布瑪     | 衛視電影台 |      |
| 2021     | 《龍與雀斑公主》    | 畑中     | 衛視電影台 |      |

### 日本特攝
- 《鹹蛋超人SEVEN》：安娜隊員、石黑光子、水島隊員妻子、水野律子等等

### 日本電影
- 《三分之一:逆轉賭局》
- 《謝罪大王》
- 《魔女宅急便(真人版)》：吉吉
- 《武士的菜單》: 阿菊
- 《我的意外爸爸》: 齋木大和

### 韓國動畫劇集
- 《雲朵麵包》：小羊、小猴、兔老師
- 《泡泡小廚》：庫美
- 《彩色蠟筆園》：小邦

### 韓國劇集
- 《SPY(諜海戀人)》
- 《撲通撲通LOVE》：小孩子／朴炎弟弟
- 《無理的前進》
- 《倒數第二次戀愛》
- 《愛是點點滴滴》

### 韓國電影
- 《獵殺對戰》：朴恩靜
- 《獵殺對戰》
- 《慾望豪門》
- 《物怪》：毛介妻子、巫女的樂隊
- 《中國城》：手機語音、櫃檯服務生
- 《北風》
- 《揭密風暴》：載浩、朴秀賢
- 《消失的女人》
- 《青春，未完待續》：護士、女醫師
- 《記憶中的美好歌聲》：順兒
- 《非賣品》：養老院女員工、課長的妻子

### 泰國電影
- 《把哥哥退貨可以嗎》

### 丹麥動畫劇集
- 《鼠鴨一家親》：小蛋

### 德國動畫劇集
- 《三寶神探》：小雲

### 英國動畫劇集
- 《艾拉出奇招》：小亨、麗莎
- 《豬小妹奧莉薇》：奧莉薇

### 法國動畫劇集
- 《瑪婷這一班》：艾蜜
- 《奇雞冒險王》：小雞

### 愛爾蘭動畫劇集
- 《聰明紙片豬》：小雞

### 加拿大動畫劇集
- 《萬能紙巾超人》

### 美國動畫劇集
- 《太空先鋒隊》：小玲
- 《新鬼馬小精靈》：飛仔、骷髏頭姊妹花

### 美國實境秀
- 《決戰ATM》：各集參賽者

### 美國電影
- 《神秘寶盒》：艾瑪瓦爾德

### 法國劇集
- 《童書小木屋》：芬妮、提亞哥

### 其他動畫劇集
- 《凱特與米米兔》：凱特　※加拿大與英國合製
- 《亞瑟小子》：朵拉 ※加拿大與美國合製
- 《小驢阿力》：碧碧 ※法國與加拿大合製

### 待分類作品
- 《蔬果大閱兵》